# 舊博布里克
50°40′48″N 28°36′15″E / 50.68000°N 28.60417°E
舊博布里克（烏克蘭語：Старий Бобрик），是烏克蘭北部的村莊，隸屬日托米爾州的日托米爾區。該村始建於1929年，面積1.14平方公里，2001年人口453，人口密度每平方公里398.07人。